# Andrea Bocelli
Andrea Bocelli er (født 22. september 1958 i Toscana, Italien) er en italiensk tenor. Han har på verdensplan solgt over 70 millioner albums.
Allerede i en tidlig alder viste han, at han havde store musikalske evner, da han i en alder af 6 år begyndte at spille klaver. Han blev født med grøn stær og blev blind i en alder af 12 år, da han kom ud for en fodboldulykke.

## Diskografi

### Album
- Il mare calmo della sera (1994)
- Bocelli (1995)
- Viaggio Italiano (1995)
- Romanza (1997)
- Aria – the opera album (1997)
- Hymn for the World (1997)
- Hymn for the World 2 (1998)
- Sogno (1999)
- Sacred Arias (1999)
- Verdi (2000)
- Requiem (2001)
- Cieli di Toscana (2001)
- Sentimento (2002)
- Andrea (2004)
- Amore (2006)
- The Best of Andrea Bocelli: Vivere (2007)
- Incanto (2008)
- My Christmas (2009)

### Singler
- "Il Diavolo e l'Angelo" 1991 vinyl, 'B' side "Proprio Tu"
- "Con te partirò"
- "Time To Say Goodbye" (Sarah Brightman & Andrea Bocelli) (1996)
- "Vivo per lei" (1996)
- "Je vis pour elle" (1996)
- "Vivo por elle" (1996)
- "Ich Lebe Für Sie" (1996)
- "Canto Della Terra" (1999)
- "The Prayer" (Celine Dion & Andrea Bocelli) (1999)
- "Ave Maria" (1999)
- "Silent Night" (1999)
- "Melodramma" (2001)
- "Besame Mucho" (2006)
- "Somos Novios" (Christina Aguilera & Andrea Bocelli) (2006)
- "Con te partirò" (2007)
- "Dare to live" (Vivere) (Laura Pausini & Andrea Bocelli) (2008)
- "Vive Ya" (Laura Pausini & Andrea Bocelli) (2008)
- "White Christmas" (2009)
- "What Child Is This"  (Mary J. Blige & Andrea Bocelli) (2009)
- "Bridge over Troubled Water" (Mary J. Blige & Andrea Bocelli) (2010)

### Opera
- Giacomo Puccini's La Bohème (2000)
- Giacomo Puccini's Tosca (2003)
- Giuseppe Verdi's Il trovatore (2004)
- Jules Massenet's Werther (2005)
- Ruggiero Leoncavallo's Pagliacci (2006)
- Pietro Mascagni's Cavalleria rusticana (2007)
- Georges Bizet's Carmen (2008)
- Umberto Giordano's Andrea Chénier (2010)

### DVD'er
- A Night in Tuscany (1998)
- Sacred Arias: The Home Video (2000)
- Tuscan Skies (Cieli di Toscana) (2002)
- Credo: John Paul II (2006)
- Under the Desert Sky (2006)
- Vivere Live in Tuscany (2008)
- Incanto| Incanto The Documentary (2008)
- My Christmas Special (2009)